# ジャン＝クロード・ニコラ・フォレスティエ

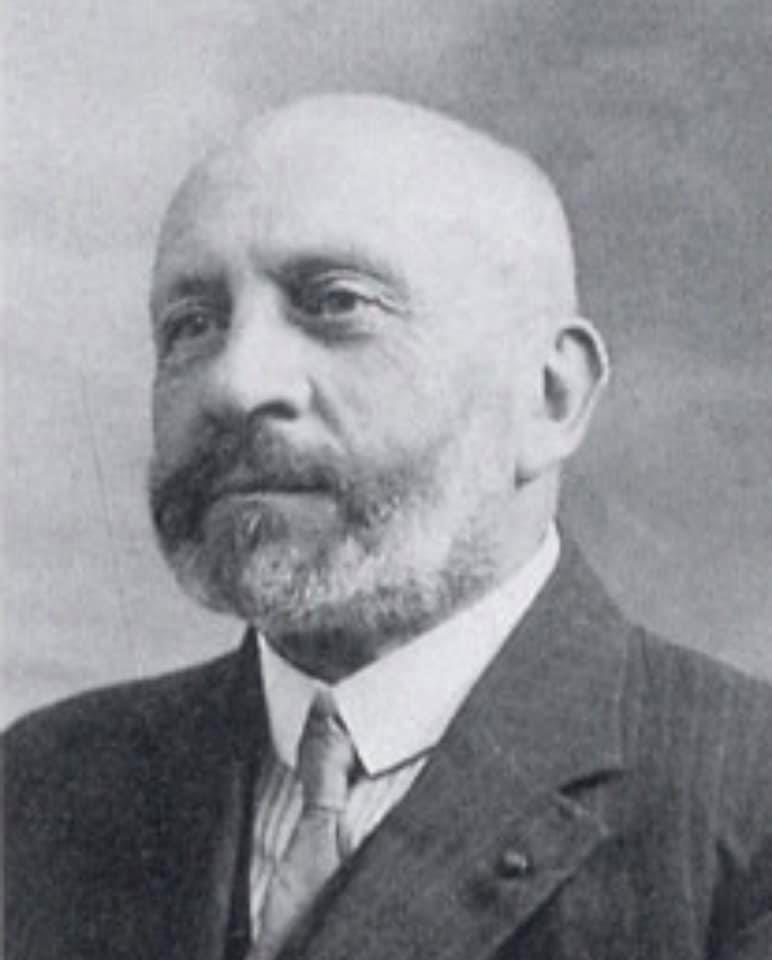
フォレスティエの肖像

ジャン＝クロード・ニコラ・フォレスティエ（Jean-Claud Nicolas Forestier 1861年1月9日 - 1930年10月26日）は、フランスの造園家。
1887年から1930年まで、パリ市緑地計画の責任者。大都市における公園のあり方を考慮した著作を執筆してもいる。
こうして彼のキャリアは、市のサービスに始まったが、パリで二十世紀初めにジョルジュ・オスマンやジャン＝シャルル・アルファンと彼は優れた作品を残し、モロッコ、スペインでも活躍。都市プランナーとしては1911年にアンリ・プロストと建築家や都市計画家のフランス協会を設立している。
エクス＝レ＝バンに生まれる。技術学校を卒業し、海軍士官技術兵を志望していたが、事故で右手が不自由になり断念する。そこで、林業を志し、サヴォアとピレネーの農林学校に通う。この後紆余曲折あり、のちのパリ市公園部長のアルファンに抜擢され、市公園部に奉職、林務官となる。その間、友人たちから自分の庭の設計試案を依頼される。このときカサ・デル・レイ・モロの庭を含め、イタリア式に影響を受けた構成の17種類もの試案を作成し、これについて解説をまとめたものがのちの著作「Jardins」（『Gardens: A Note-book of Plans and Sketches』1920年）である。その他の著作として、Les Gazons（芝）がある。
設計した庭園に、シャン＝ド＝マルス庭園、セビリア、マリ＝ルイーズ庭園、その他バハマやバルセロナでも幾つか庭園を作庭している。この他、スペイン・リスボンの都市計画にも関与。本国ではブローニュの森の監理者として、バガテル・バラ園を設計している。
パリ万国博覧会 (1925年)の庭園展示のディレクターを務めているが、ヴェラ兄弟の出展した庭園を奇抜さを重視と批判している。

## 略歴
- 1880年 - 1882年までの研究： エコール・ポリテクニークと、短期間科学政治学エコール・リブレに
- 1883年 - 1885年：ナンシーの林業学校でトレーニング
- 1885年 - 1887年：ウォーターズと森林ではアルジュレ、アヌシーとサランシェで初期のキャリア積む
- 1887年：林業、彼が40年後に引退を残す散歩道整備や、パリの街の植栽を統合
- 1908年：「都市と公園システム」を出版
- 1911年：建築家や都市計画家のフランス協会の共同創設者
- 1911年：バダホス（スペイン）の街で「パルケのアセンション」の公園の創設。
- 1911年 - 1929年 プロジェクト：セビリア（スペイン）マリア·ルイサ公園とその拡張
- 1913年：モロッコの主要な都市における都市開発のための線引き。
- 1923年：パリの公園のシステムの設計
- 1923年 - 1930年：主要なラテンアメリカの都市のためのプロジェクト：ブエノスアイレス、ハバナ 他
- 1926年：パリ軍隊名誉役員とスペインの市民功労司令官
- 1929年：バルセロナ国際展示会グランプリ。

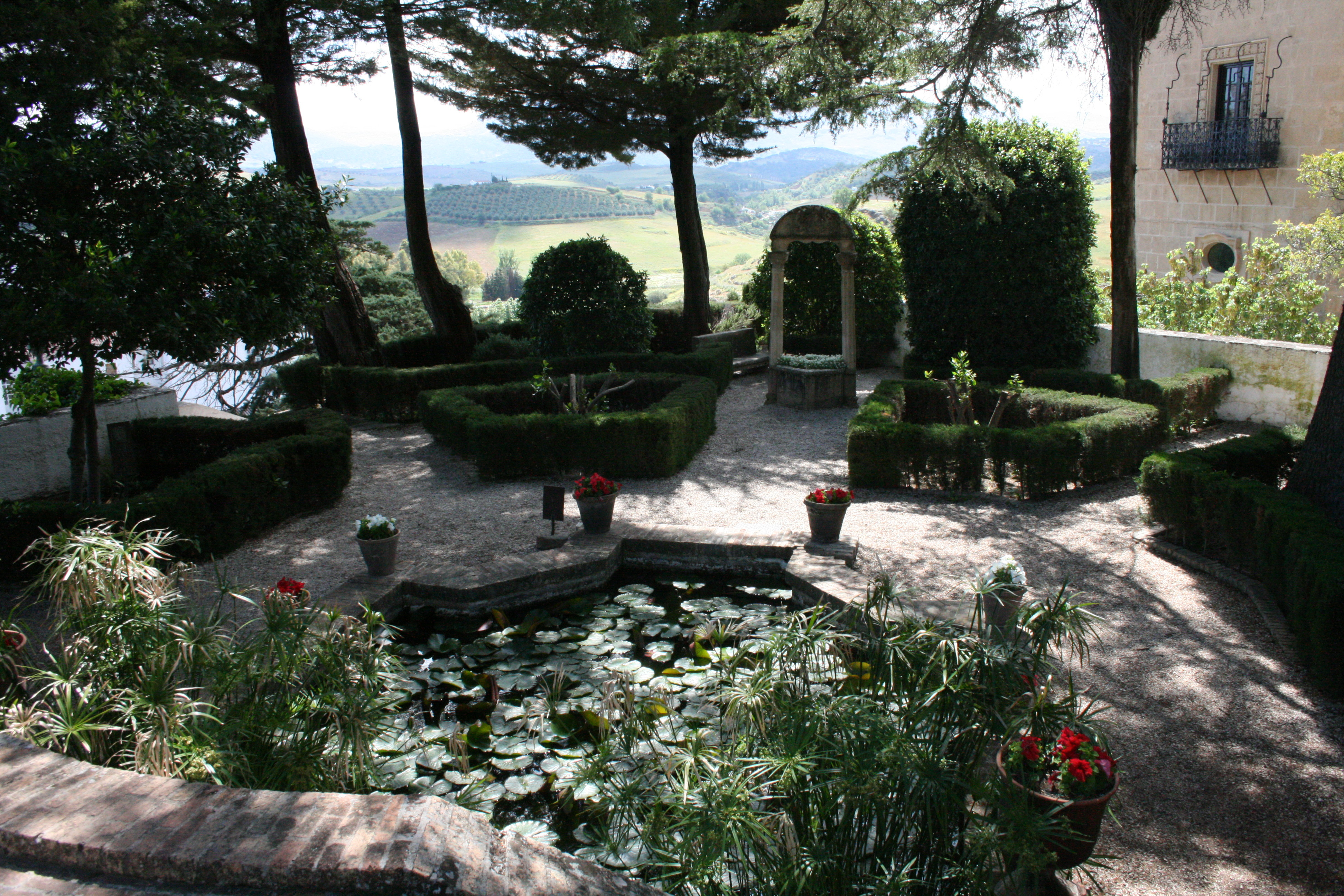
カサ·デル·レイモロの庭園

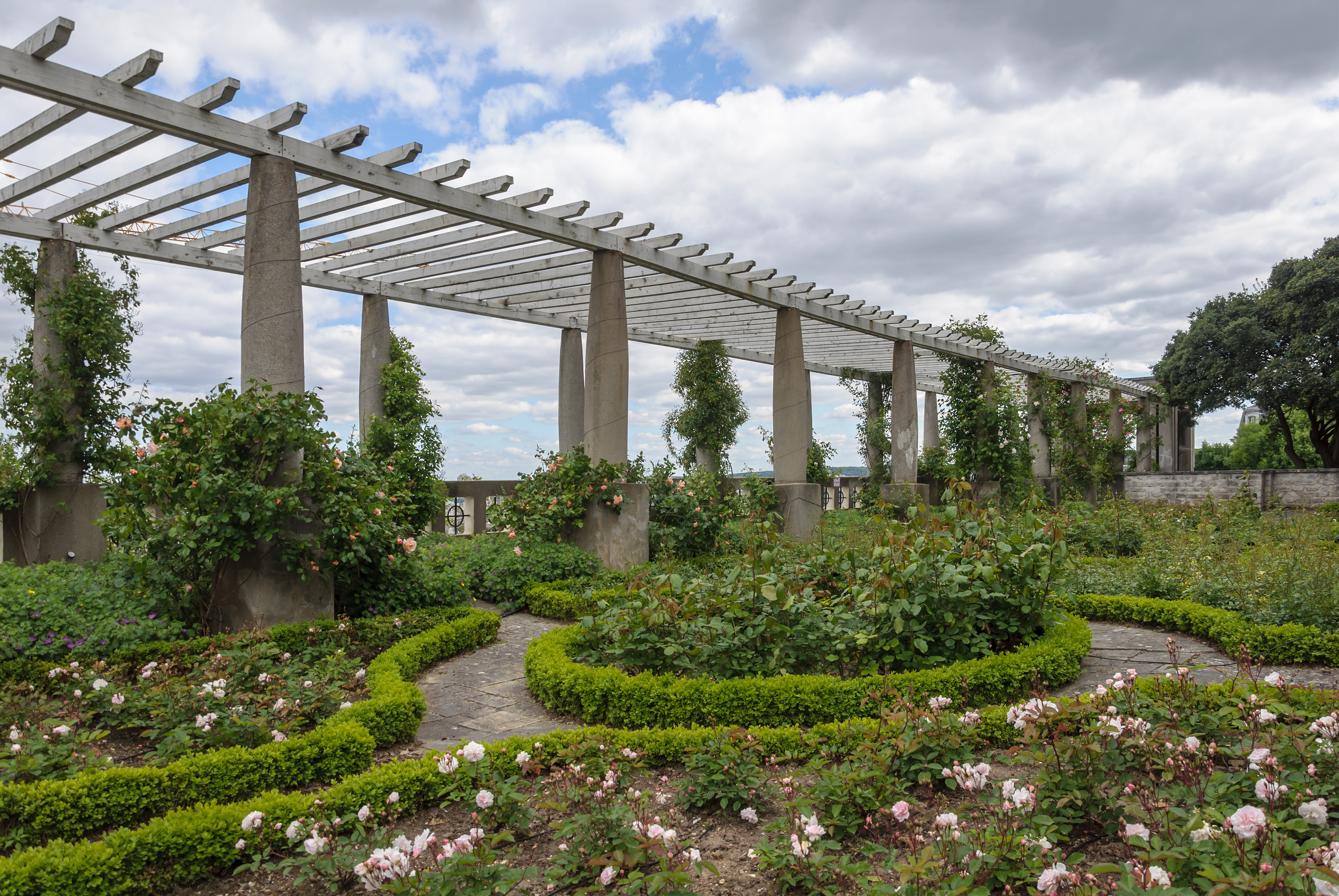
サンクルーとスターンガーデン

## 主な成果
- 1890年：ヴァンセンヌの森初のサイクリングトラック
- 1898年：パリ大通りBreteuilの創造
- 1904年：バガテル公園シャンドマルス干拓の取得およびキャンペーン
- 1912年：ロンダアンダルシアのカサ・デル・レイモロの庭園の林
- 1913年：モロッコ・マラケシュ都市開発のための線引き
- 1914年：スペイン・セビリアのマリア・ルイサ公園開園
- 1915年：スペインのいくつかの庭園の創造：バルセロナ、Moratella など
- 1923年：パリの公園システムプロジェクト
- 1924年：アルゼンチン・ブエノスアイレスメモリの沿岸通り。
- 1924年 - 1925年：デコレータで建築家のルイス・スー（1875から1968）の下、ジェーンRenouardtに2通りBuzenvalにサンクルー画家の会社で、アンドレ·マーレとフランスのコンパニー·デ·ザールのヴィラの装飾に参加した。
- 1928年 - 1930年：建築家とデコレータのルイス·スーらとモンソー城の開発に参加、MHを記録
- 1927年 - 1929年：スターンの庭の作成：サンクルー歴史的建造物として登録
- 1929年：ブエノスアイレスのアベニーダコスタネラ
- 1929年：セビリア・マリアルイサ公園拡張